# Yvonne Printemps
Yvonne Printemps, född Yvonne Wigniolle den 25 juli 1894 i Ermont, Val-d'Oise, död 18 januari 1977 i Neuilly-sur-Seine nära Paris, var en fransk skådespelerska.

## Biografi
Printemps var särskilt känd för sin raffinerade lustspelskonst. Hon var en tid gift med Sacha Guitry och spelade i hans teaterstycken och filmer. Senare levde hon tillsammans med Pierre Fresnay, som hon också spelade mot i filmer och med vilken hon ledde en teater i Paris.
Printems spelade från 1912 revy i Paris, huvudsakligen på Folies Bergère övergick 1916 till talscenen och var från 1917 Sacha Guitrys motspelare bland annat på Théâtre-Mathurins och Théâtre Édouard VII.

## Filmografi i urval
- 1918 – Un roman d'amour et d'aventures
- 1934 – Kameliadamen
- 1938 – Adrienne Lecouvreur
- 1938 – De tre valserna
- 1948 – Les condamnés
- 1951 – Le voyage en Amérique